# Acoela
Los acelos (Acoela, gr. "sin cavidad") son una clase de animales bilaterales, aplanados, que anteriormente se consideraron platelmintos y que en la actualidad tienden a considerarse deuteróstomos simplificados estrechamente emparentados con los ambulacrarios. Poseen un sistema nervioso simple y un saco intestinal sin salida. Se conocen más de 400 especies agrupadas en unas 20 familias.

## Clasificación
- Acoela
  - Paratomelloidea
    - Paratomellidae Dörjes, 1966
    - Hofstenia miamia  Correa, 1960

  - Convolutoidea
    - Convolutidae Graff, 1905
    - Isodiametridae Hooge & Tyler, 2005
    - Otocelididae Westblad, 1948
    - Sagittiferidae Kostenko & Mamkaev, 1990
    - Taurididae Kostenko, 1989
    - Anaperidae Dörjes, 1968
    - Mecynostomidae Dörjes, 1968
    - Actinoposthiidae Hooge, 2001
    - Childiidae Dörjes, 1968

  - Antigonarioidea
    - Antigonariidae Dörjes, 1968

  - Solenofilomorphoidea
    - Solenofilomorphidae Dörjes, 1968

  - Proporoidea
    - Proporidae Graff, 1882
    - Hallangiidae Westblad, 1946
    - Nadinidae Dörjes, 1968

  - Diopisthoporoidea
    - Diopisthoporidae Westblad, 1940

  - Haploposthioidea
    - Haploposthiidae Westblad, 1948
    - Antroposthiidae Faubel, 1976

  - Hofstenioidea
    - Hofsteniidae Bock, 1923

  - IS
    - Dakuidae Hooge, 2003
    - Polycanthiidae Hooge, 2003